# Andrzej Lipiec
Andrzej Lipiec (ur. 25 grudnia 1927 w Myszkowie, zm. 20 września 2016 we Wrocławiu) – polski lekkoatleta, specjalizujący się w biegach sprinterskich.

## Życiorys
Syn Stanisława i Marii. Był zawodnikiem AZS Wrocław (1947-1950) i Gwardii Wrocław (1951-1953).
Na mistrzostwach Polski seniorów wywalczył trzy medale: złoty w sztafecie 4 x 400 metrów w 1951, brązowe w sztafecie 4 x 400 metrów w 1949 oraz w biegu na 400 metrów w 1950.
Reprezentował Polskę na Akademickich Mistrzostwach Świata w 1951, gdzie odpadł w eliminacjach biegu na 400 metrów. W latach 1950–1951 wystąpił w trzech meczach międzypaństwowych.
Ukończył studia na Politechnice Wrocławskiej, był inżynierem budowy mostów.
Został pochowany 24 września 2016 na Cmentarzu Grabiszyńskim we Wrocławiu.